# Acanthoaxis
Acanthoaxis is een geslacht van neteldieren uit de familie van de Anthozoa (bloemdieren).

## Soorten
- Acanthoaxis wirtzi van Ofwegen & McFadden, 2010